# Darren Kellett
Darren James Kellett (Auckland, 27 de septiembre de 1972) es un ex–jugador samoano de rugby nacido en Nueva Zelanda y que se desempeñaba como apertura.

## Selección nacional
Fue convocado a Manu Samoa por primera vez en mayo de 1993 para jugar ante las Ikale Tahi y jugó su último partido en diciembre de 1995 contra el XV de la Rosa. En total jugó 13 partidos y marcó 137 puntos.

### Participaciones en Copas del Mundo
Disputó la Copa del Mundo de Sudáfrica 1995 donde Kellett contribuyó enormemente con 34 puntos para que Samoa avance a la fase final tras vencer a la Azzurri y a los Pumas. Luego fue eliminada en cuartos de final por los eventuales campeones del Mundo; los Springboks.
| Mundial                       | Sede      | Resultado        | PJ | Tries |
| ----------------------------- | --------- | ---------------- | -- | ----- |
| Copa Mundial de Rugby de 1995 | Sudáfrica | Cuartos de final | 2  | 1     |

## Palmarés
- Campeón del Pacific Nations Cup de 1993.